# Sapwuafik Atoll
Sapwuafik Atoll är en atoll i Mikronesiska federationen.   Den ligger i kommunen Ngatik Municipality och delstaten Pohnpei, i den sydvästra delen av landet, 160 km sydväst om huvudstaden Palikir. Arean är 1,8 kvadratkilometer. 